# Vera Leigh

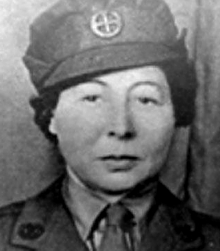
Vera Leigh

Vera Eugénie Leigh, geborene Glass (* 17. März 1903 in Leeds; † 6. Juli 1944 im KZ Natzweiler) war eine Agentin der britischen nachrichtendienstlichen Spezialeinheit Special Operations Executive (SOE).

## Leben
Vera Leigh, von der Mutter nach der Geburt zur Adoption freigegeben, wurde als Baby von dem Amerikaner Eugene Leigh und seiner englischen Frau an Kindes statt angenommen. Sie wuchs in der Nähe der Pferderennbahn von Maisons-Laffitte bei Paris auf, ihr Adoptivvater war ein Trainer von Rennpferden. Nach der Schulzeit absolvierte sie eine Lehre in einem Pariser Modehaus und machte sich 1927 mit zwei Freunden mit dem eigenen Modeatelier „Rose Valois“ selbständig. 
Nach der deutschen Besetzung Frankreichs im Sommer 1940 verließ sie Paris und zog nach Lyon zu ihrem Verlobten Charles Sussaix, Direktor einer portugiesischen Filmgesellschaft. Dort schloss sie sich einer Résistancegruppe an und unterstützte eine Fluchthilfeorganisation. 1942 floh Leigh selbst nach Spanien, wo sie mehrere Monate im Internierungslager Miranda de Ebro festgehalten wurde. Mit Hilfe der britischen Botschaft in Madrid konnte sie schließlich über Gibraltar nach England gelangen.
Wegen ihres fließenden Französischs warb SOE sie unter dem Tarnnamen „Simone“ für die Sektion „F“ des SOE an, um die Résistance in Frankreich zu unterstützen. Nach einer umfangreichen Ausbildung, während der sie sich als hervorragende Schützin erwies, landete sie in der Nacht zum 15. Mai 1943 zusammen mit einer weiteren SOE-Agentin, der Französin Julienne Aisner, mit Fallschirmen in der Nähe von Tours. Mit einem gefälschten Ausweis auf den Namen Suzanne Chavanne, der sie als Pariser Hutmacherin auswies, sollte sie für den neu aufzubauenden Agentenring „Inventor“ als Kurier eingesetzt werden. Leiter von „Inventor“ sollte Sidney Jones, Funker der Franzose Marcel Clech werden, die in derselben Nacht wie Leigh gelandet waren. 
In Paris wurden die drei SOE-Agenten monatelang vom deutschen Sicherheitsdienst beschattet, denn ihre Ankunft war von einem Verräter bekannt gemacht worden. Am 30. Oktober schließlich wurde Leigh verhaftet und im Gestapo-Hauptquartier in der Rue de Saussaies Nr. 11 unter Misshandlungen verhört, ohne Informationen preiszugeben. Anschließend wurde sie im Pariser Gefängnis Fresnes inhaftiert, bis sie am Morgen des 12. Mai 1944 mit sieben anderen SOE-Agentinnen (Yolande Beekman, Andrée Borrel, Madeleine Damerment, Sonia Olschanezky, Eliane Plewman, Diana Rowden und Odette Sansom) in einem Lastwagen in das Gefängnis von Karlsruhe gebracht wurde, wo sie als sogenannte „Schutzhäftlinge“ in Einzelhaft gehalten wurden. Am 6. Juli wurden Leigh, Andrée Borrel, Sonia Olschanezky und Diana Rowden in das Konzentrationslager Natzweiler-Struthof im Elsass deportiert. Noch am selben Abend erhielt jede von ihnen unter Vortäuschung einer Typhusimpfung eine tödliche Phenolinjektion von einem Lagerarzt. Ihre Leichen wurden in der gleichen Nacht verbrannt. 1946 wurden fünf Tatbeschuldigte im Natzweiler-Prozess von einem britischen Militärgericht in Wuppertal wegen dieses Kriegsverbrechens (Verstoß gegen Artikel 30 der Haager Landkriegsordnung) verurteilt.

## Auszeichnungen
Posthum wurde Vera Leigh in Großbritannien mit der Tapferkeitsmedaille „King’s Commendation for Brave Conduct“ geehrt. In Frankreich wird sie als eine von 91 Männern und 13 Frauen, die im Dienst von SOE für die Freiheit Frankreichs starben, auf dem SOE-Mahnmal in Valençay im Département Indre gewürdigt. In der Gedenkstätte des Konzentrationslagers Netzweiler-Struthof im Elsass erinnert eine Plakette an die Ermordung Vera Leighs und ihrer drei Gefährtinnen.